# Antonio Berni
Antonio Berni (Rosário, 14 de maio de 1905 - Buenos Aires, 13 de outubro de 1981) foi um pintor argentino.
Seus pais eram de origem italiana: seu pai — Napoleón Berni — era alfaiate nascido na Itália, e sua mãe — Margarita Picco — era argentina filha de imigrantes italianos radicados em Roldán, uma cidade da província de Santa Fé, a 30 km de Rosário.